# Rýmařov
Rýmařov (en allemand : Römerstadt) est une ville du district de Bruntál, dans la région de Moravie-Silésie, en Tchéquie. Sa population s'élevait à 7 862 habitants en 2024.

## Géographie
Rýmařov se trouve à 16 km au sud-ouest de Bruntál, à 73 km à l'ouest-nord-ouest d'Ostrava et à 204 km à l’est de Prague.
La commune est limitée par Stará Ves au nord-ouest, par Dolní Moravice au nord-est, par Malá Štáhle, Velká Štáhle et Břidličná à l'est, par Ryžoviště et Jiříkov au sud, et par Horní Město à l'ouest.

## Histoire
La première mention écrite de la localité date de 1351. Jusqu'en 1918, Römerstadt fait partie de la monarchie de Habsbourg. Le bureau de poste ouvre en 1850.

## Administration
La commune se compose de sept sections :
- Rýmařov
- Edrovice
- Harrachov
- Jamartice
- Janovice
- Ondřejov
- Stránské

## Galerie

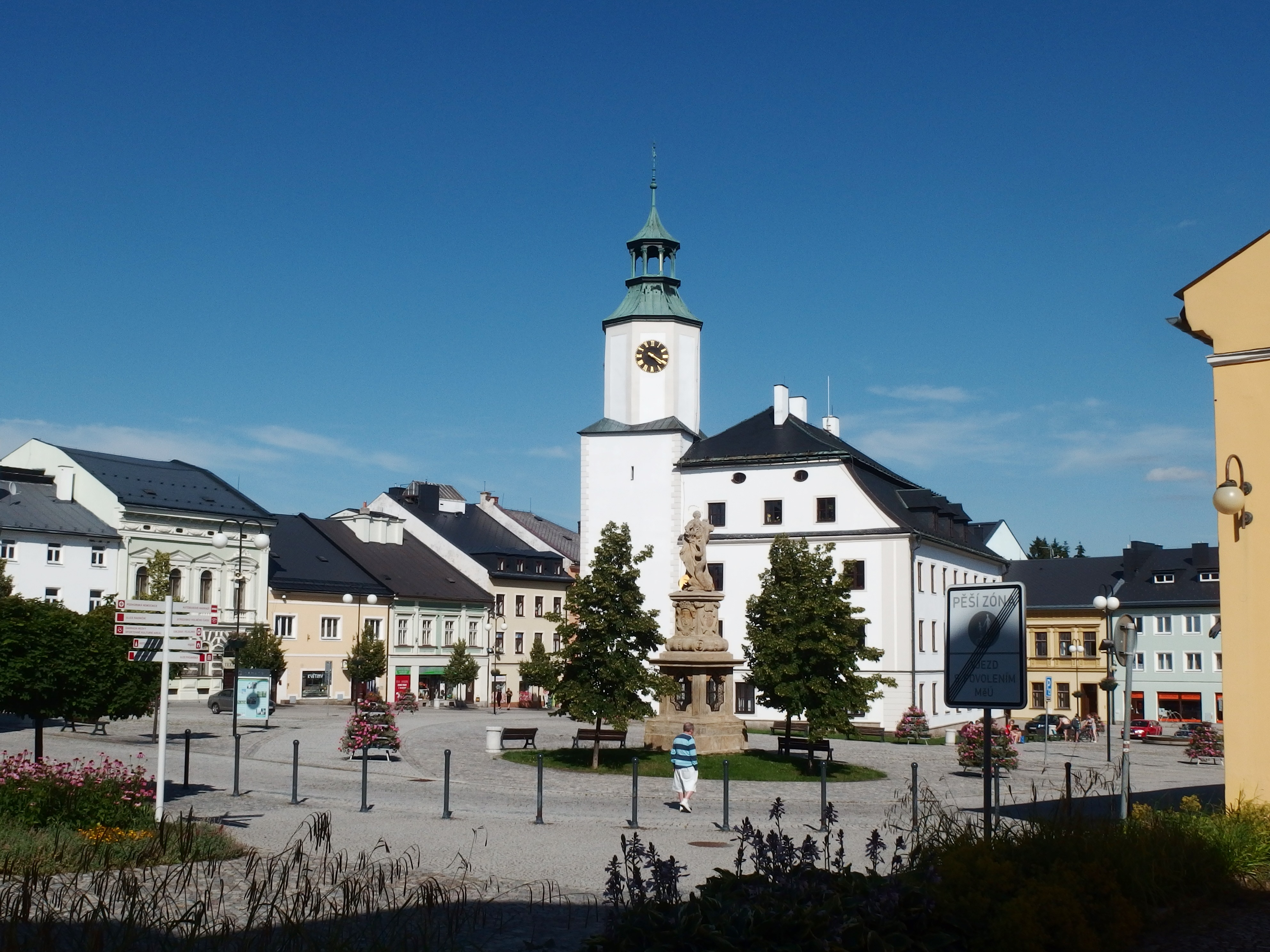
Rýmařov : place de la Paix.
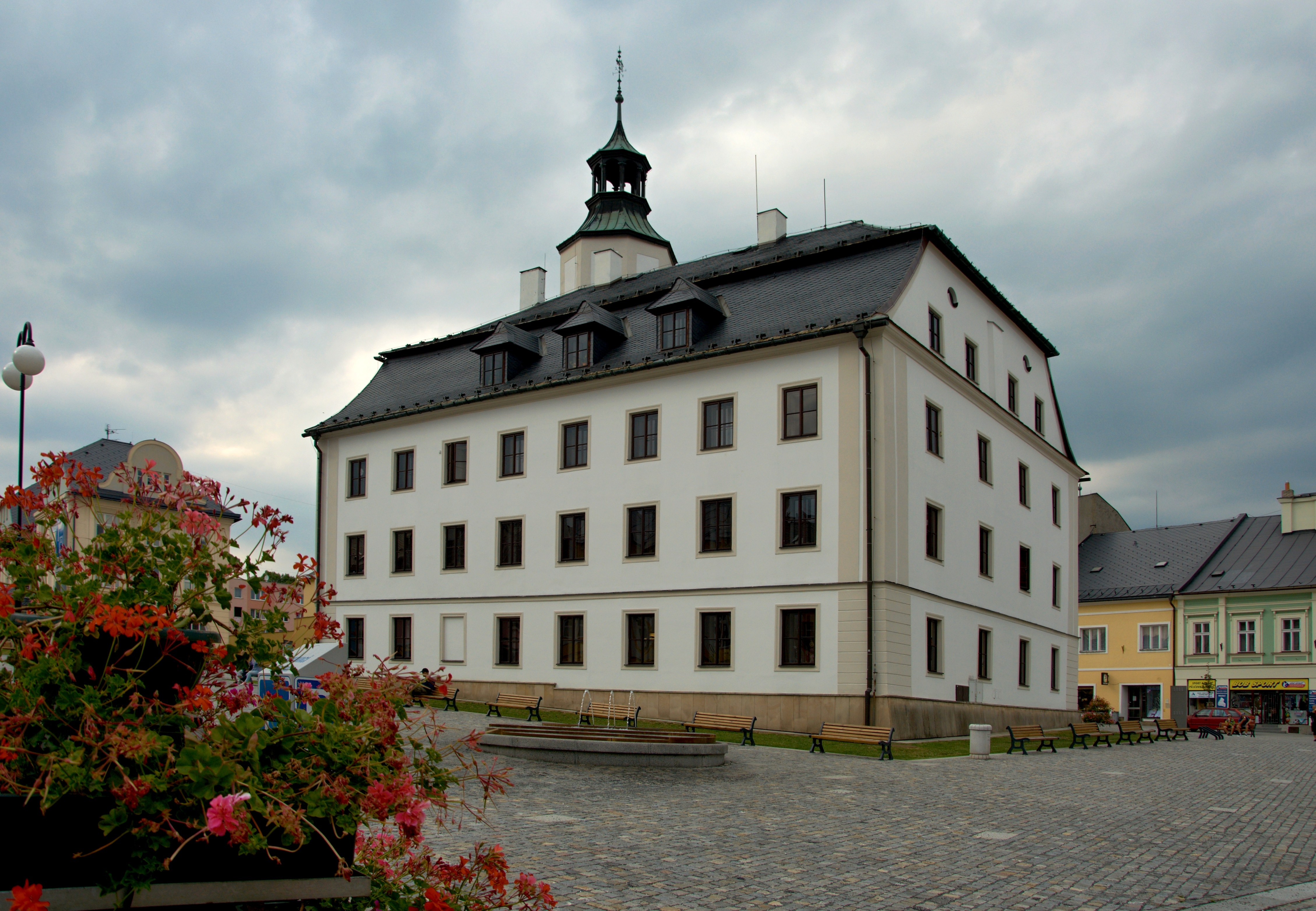
Hôtel de ville.

## Transports
Par la route, Rýmařov se trouve à 19 km de Bruntál, à 37 km de Šumperk, à 96 km d'Ostrava et à 267 km de Prague.

## Jumelage
Rýmařov est jumelée avec :
- Arco (Italie)
- Belœil (Belgique)
- Crosne (France)
- Krompachy (Slovaquie)
- Maybole (Royaume-Uni)
- Ozimek (Pologne)
- Schotten (Allemagne)
- Heinsberg (Allemagne)
- Zeil am Main (Allemagne)